# دندان‌بومرنگ
دندان‌بومرنگ‌ها (نام علمی: Yalkaparidontidae) سردهای منقرض‌شده از کیسه‌داران ساکن استرالیا بود که به خاطر داشتن دندان‌های آسیای بزرگ با شکل منحصر به فرد و عجیب همانند بومرنگ شناخته شده‌اند. دو گونه از این سرده تاکنون شناسایی شده‌اند. سنگوارههای این دو گونه از رسوب‌های ریورزلی مربوط به دوران الیگوسن–میوسن در کوئینزلند، شمال شرقی استرالیا، یافت شده‌اند. تیره دندان‌بومرنگان و راسته دندان‌بومرنگ‌سانان هم مربوط به این سرده هستند و بیان‌گر راسته‌ای منحصر به فرد در دوران ترشیاری هستند.